# Sladki
Sladki (en rus: Сладкий) és un poble (un khútor) de l'óblast de Rostov, a Rússia, que en el cens del 2010 tenia 41 habitants, pertany al municipi d'Ivànovka.